# Vallettas tingshus
Vallettas tingshus (maltesiska: Il-Qorti tal-Belt Valletta, engelska: The Courts of Justice) är ett domstolsbyggnad i Maltas huvudstad Valletta. Byggnaden som färdigställdes mellan 1965 och 1971 representerar nyklassicistisk stil.
I tingshuset finns konstitutionsdomstolen, appellationsdomstolen, brottmålsappellationsdomstolen, brottmålsdomstolen samt civilrätten.

## Historia
Maltas rättsväsende var redan på 1800-talet beläget på sin nuvarande plats i palatset som tillhörde Johanniterordens Auvergne-grupp (Auberge d'Auvergne). Detta palats, som byggdes på 1500-talet, förstördes i ett bombanfall under andra världskriget den 30 april 1941. På grund av förstöringen tvingades rättsväsendet tillfälligt lämna Valletta, men återvände redan 1943 till den del av Auvergne-palatset som fortfarande stod kvar. Palatset fungerade som rättshus fram till 1953, då det slutligen togs ur bruk och revs på grund av sitt dåliga skick. Byggandet av det nya rättshuset inleddes senare samma år.
Det nuvarande rättshuset invigdes den 9 januari 1971 i närvaro av premiärminister George Borg Olivier, generalguvernör Maurice Henry Dorman, ärkebiskop Mikiel Gonzi samt flera domare, magistrater, ministrar och andra gäster. Det första rättsfallet i det nya rättshuset behandlades den 11 januari 1971.
I rättshuset finns även civilrättens kansli, rättsarkivet, polisens häkte samt en parkeringsplats. Även Vallettas polisstation var tidigare inrymd i samma byggnad. Vissa funktioner inom rättshuset är belägna i byggnader på andra sidan Strait Street, vilka är förbundna med Vallettas rättshus genom gångbroar.

## Arkitektur
Vallettas tingshus är utformat i nyklassicistisk stil och ritades av arkitekten Jo Tonna. Den mest framträdande detaljen på huvudfasaden är en portik med sex kolonner. Byggnaden har totalt sju våningar, varav tre är under jord.